# Ван дер Хейден, Зибе
Зи́бе ван дер Хе́йден (нидерл. Siebe Van der Heyden; род. 30 мая 1998, Дендерлеу, Фламандский регион) — бельгийский футболист, защитник клуба «Гент».

## Клубная карьера
Ван дер Хейден — воспитанник клуба «Андерлехт». В начале 2017 года Зибе подписал контракт с «Остенде». 21 мая в матче против «Андрелехта» он дебютировал в Жюпиле лиге. Летом 2018 года для получения игровой практики ван дер Хейден перешёл в нидерландский «Эйндховен». 17 августа в матче против дублёров ПСВ он дебютировал в Эрстедивизи. В этом же поединке Зибе забил свой первый гол за Эйндховен. 
Летом 2019 года ван дер Хейден перешёл в «Юнион». 4 августа в матче против «Руселаре» он дебютировал в челледж-лиге Бельгии. 30 января 2021 года в поединке против «Брюсселя» Зибе забил свой первый гол за «Юнион». По итогам сезона ван дер Хейден помог команде выйти в элиту. 25 июля в матче против «Андерлехта» за новый клуб.

## Международная карьера
29 марта 2022 года в товарищеском матче против сборной Буркина-Фасо ван дер Хейден дебютировал за сборную Бельгии. 